# Czesławice (Lublin)
Czesławice [pronunciación en polaco: /t͡ʂɛswaˈvit͡sɛ/] es un pueblo ubicado en el distrito administrativo de Gmina Nałęczów, dentro del Condado de Puławy, Voivodato de Lublin, en Polonia oriental. Se encuentra aproximadamente a 5 kilómetros al noreste de Nałęczów, a 25 kilómetros al sureste de Puławy, y a 23 kilómetros al oeste de la capital regional Lublin.